# Jacob Aue Sobol
Pour les articles homonymes, voir Sobol.
Jacob Aue Sobol, né le 28 septembre 1976 à Copenhague, est un photojournaliste danois.
Il a étudié à l'European Film School de 1997 à 1998 et à Fatamorgana de 1998 à 1999. Depuis 2007, il est membre de Magnum Photos.

## Récompenses
- 2005 Deutsche Börse Photography Prize nominations pour Sabine
- 2006 World Press Photo Award dans la catégorie Daily Life Stories,  pour la série Guatemala
- 2007 Fogtdal Photographers Award
- 2008 Nominated, Paul Huf Award
- 2008 Leica European Publishers Award pour I, Tokyo[1]
- 2009 UNICEF Germany Photo of the Year Awards: Mention honorable[2]

## Expositions
- 2013 Arrivals and Departures, Galerie Leica, Prague, République tchèque
- 2010 Sabine & I, Tokyo, Yossi Milo Gallery, NY
- 2009 I, Tokyo, Rencontres d'Arles, Arles, France
- 2008 I, Tokyo, Musée de l'art photographique, Odense, Danemark
- 2007 Sabine, Silo Gallery, Porto, Portugal
- 2007 Sabine, Month of Photography, Cracovie, Pologne
- 2007 Sabine, Gallery Sztuki, Konin, Pologne
- 2006 Sabine, Yours Gallery, Varsovie, Pologne
- 2006 Sabine, Open Eye Gallery, Liverpool, Grande-Bretagne
- 2004 Sabine, Superdanish, Festival of Danish Art, Toronto, Canada
- 2004 Sabine, Frederiks Bastion, Copenhague, Danemark
- 2003 Tiniteqilaaq – The strait that runs dry at low tide, Odense Phototriennale, Danemark